# Ferruccio Giannini
Ferruccio Giannini (Barga, 15 novembre 1868 – Filadelfia, 17 settembre 1948) è stato un tenore italiano naturalizzato statunitense.

## Biografia
Ferruccio Giannini nacque il 15 novembre 1868 nella frazione Ponte all'Ania di Barga, vicino a Lucca.
All'età di diciassette anni emigrò negli Stati Uniti. A Boston studiò canto con Eleodoro De Campi. Nel 1891 fece il suo debutto a Boston e nel 1892-1894 intraprese un tour in America con la Mapleson Opera Company.
Si stabilì quindi a Filadelfia, continuando ad esibirsi in opere e concerti negli Stati Uniti. Insegnante di canto, aprì a Filadelfia un piccolo teatro in cui organizzava opere e concerti con i suoi allievi. Fu quindi il fondatore del Verdi Opera House di Filadelfia.
Giannini fu uno dei primi tenori lirici a effettuare incisioni discografiche, per Berliner nel 1896, e in seguito per Victor e Zonophone.
Sposato con la violinista Antonietta Briglia, i loro tre figli ebbero tutti una brillante carriera nel mondo dell'opera lirica. Dusolina Giannini fu celebre soprano drammatico che si esibì nei principali palcoscenici d'Europa e d'America. Eufemia Giannini Gregory fu insegnante di canto al Curtis Institute of Music per 40 anni, annoverando tra i suoi allievi celebrità come Anna Moffo e Judith Blegen. Vittorio Giannini fu rinomato compositore di opere liriche.